# Baulast
Eine Baulast ist im Bauordnungsrecht der meisten deutschen Bundesländer eine öffentlich-rechtliche Verpflichtung eines Grundstückseigentümers gegenüber der Baubehörde, bestimmte das Grundstück betreffende Dinge zu tun, zu unterlassen oder zu dulden. In der Regel dient dies der Erteilung einer sonst nicht zulässigen Baugenehmigung auf einem Grundstück. Der Eigentümer des belasteten Grundstückes geht eine bindende Verpflichtung ein, zum Beispiel einen bestimmten Bereich seines Grundstückes freizuhalten, um dem Nachbarn die Zufahrt zu seinem Grundstück zu ermöglichen (Erschließungsbaulast) oder um erforderliche Mindestabstände zwischen Gebäuden einhalten zu können (Abstandsflächenbaulast). 

## Allgemeines
Über die Baulasten wird bei den Baubehörden ein Baulastenverzeichnis geführt. Daneben enthält in einigen Bundesländern das Liegenschaftskataster nachrichtlich Hinweise auf Baulasten im Automatisierten Liegenschaftsbuch (ALB) und zukünftig auch als flächenhafte Objekte in ALKIS. Die Baulasten sind nicht im Grundbuch verzeichnet.
Die Baulast muss im Baugenehmigungsverfahren wie eine baugesetzliche Verpflichtung berücksichtigt werden. Ein Bauvorhaben, das mit einer Baulast nicht im Einklang steht, darf nicht genehmigt werden.
Eine Baulast kann aus dem Baulastenverzeichnis wieder gelöscht werden, wenn kein öffentliches Interesse mehr an der Verpflichtung besteht. Die Aufgabe der Baulast erfolgt dann durch einen schriftlichen Verzicht der Bauaufsichtsbehörde. In der Praxis kommt dies jedoch selten vor, da es einen Grund zur Eintragung einer Baulast gab.
Baulastverzeichnisse genießen keinen öffentlichen Glauben.
Weil die Verpflichtung nur öffentlich-rechtlicher Natur ist, kann nur die zuständige Bauaufsichtsbehörde unmittelbar Rechte aus ihr herleiten. Für den Eigentümer des begünstigten Grundstücks ist sie dagegen ein bloßer Reflex, aus dem dieser keine subjektiven Rechte herleiten kann. Die Baulast ersetzt daher aus Sicht des begünstigten Grundstückseigentümers nicht die zivilrechtliche Sicherung, z. B. durch entsprechende Grunddienstbarkeiten. Daher kann der aus der Baulast Belastete unter Umständen zivilrechtliche Ansprüche geltend machen, etwa einen Ausgleichsanspruch aus § 906 Abs. 2 S. 2 BGB oder aus Bereicherungsrecht. Somit sollte dem Begünstigten der Baulast immer empfohlen werden, die Baulast durch eine Grunddienstbarkeit im Grundbuch abzusichern.
Baulasten bilden unter Umständen wertbeeinflussende Tatsachen. Die Ermittlung eventuell vorhandener Baulasten bildet daher einen wesentlichen Bestandteil jeder Wertermittlung. Wenn der tatsächliche Objektbestand und dessen Nutzung jedoch mit der baurechtlichen Zulässigkeit übereinstimmen, dann stellt die Baulast regelmäßig keine Wertbeeinträchtigung dar.
Nicht zu den Baulasten im hier beschriebenen Sinne gehören die Straßenbaulast, also die Verpflichtung eines Hoheitsträgers zu Bau und Unterhaltung von Straßen, sowie die Kirchenbaulast.

## Rechtslage in den einzelnen Ländern in Deutschland
Die Regelungen zu Baulasten finden sich in den Bauordnungsgesetzen der Länder.

### Baden-Württemberg
Die Regelungen befinden sich in § 71 und – bezüglich des Baulastenverzeichnisses – in § 72 LBO.

### Bayern
Es gibt keine Baulasten und kein Baulastenverzeichnis. Die entsprechenden Verpflichtungen werden dort als Grunddienstbarkeiten oder beschränkte persönliche Dienstbarkeiten bezeichnet und zugunsten des Trägers der Baubehörde in Abteilung II des Grundbuchs eingetragen.

### Berlin
In Berlin finden sich die Regelungen zur Baulast in § 84 BauO Bln.

### Brandenburg
Baulasten und Baulastenverzeichnis gab es von ihrer Einführung durch die letzte Bauordnung der DDR im Jahr 1990 an bis zum Jahr 1994. Seitdem wurden die entsprechenden Verpflichtungen gemäß § 65 der Brandenburgischen Bauordnung als beschränkte persönliche Dienstbarkeiten zugunsten derjenigen Gebietskörperschaft, die Träger der unteren Bauaufsichtsbehörde ist, in Abteilung II des Grundbuchs eingetragen. Im Jahr 2016 wurde die Bauordnung jedoch wieder geändert und Baulasten wieder eingeführt.

### Bremen
In Bremen wird die Baulast in § 82 BremLBO geregelt.

### Hamburg
Übernommen werden können nur solche Pflichten, die sich nicht schon aus öffentlich-rechtlichen Vorschriften ergeben (§ 79 Abs. 1 HBauO).
Außer dem Grundstückseigentümer kann – mit dessen Zustimmung – auch der Erbbauberechtigte eine Baulast übernehmen (§ 79 Abs. 1 HBauO).

### Hessen
In Hessen finden sich die Regelungen zur Baulast in § 85 HBO.

### Mecklenburg-Vorpommern
Das Baulastenverzeichnis wird von der Bauaufsichtsbehörde geführt, § 83 IV LBauO M – V. Übernommen werden können öffentlich- rechtliche Verpflichtungen, andere baurechtliche Verpflichtungen, Auflagen, Bedingungen und Befristungen.

### Niedersachsen
§ 81 NBauO bestimmt:
Durch Erklärung gegenüber der Bauaufsichtsbehörde können Grundstückseigentümer öffentlich-rechtliche Verpflichtungen zu einem ihre Grundstücke betreffendes Tun, Dulden oder Unterlassen übernehmen, die sich nicht schon aus dem öffentlichen Baurecht ergeben.

### Nordrhein-Westfalen
§ 85 BauO NRW beinhaltet die Vorschriften zur Baulast. Der Grundstückseigentümer kann sein Grundstück betreffende öffentlich-rechtliche Verpflichtungen übernehmen, die im Baulastenverzeichnis eingetragen werden. Das Baulastenverzeichnis wird von der Bauaufsichtsbehörde geführt.

### Rheinland-Pfalz
Die Baulast ist in § 86 der Landesbauordnung Rheinland-Pfalz (LBauO) geregelt.

### Saarland
Die Baulast ist in § 83 der Landesbauordnung des Saarlandes (LBO) geregelt.

### Sachsen
Die Baulasten werden im § 83 der SächsBO geregelt.

### Sachsen-Anhalt
Die Regelungen zur Baulast und dem Baulastenverzeichnis ergeben sich aus § 82 BauO LSA. Wer ein berechtigtes Interesse darlegt, kann in das Baulastenverzeichnis Einsicht nehmen oder sich Abschriften erteilen lassen, § 82 Abs. 5 BauO LSA.

### Schleswig-Holstein
Rechtsgrundlagen sind:
- § 80 Landesbauordnung Schleswig-Holstein (LBO)[13],
- § 1 Landesverordnung zur Übertragung von Aufgaben der unteren Bauaufsichtsbehörde auf amtsfreie Gemeinden und Ämter (8. VO-LBO)
- Tarifstelle 5 der Landesverordnung über Verwaltungsgebühren in Angelegenheiten der Bauaufsicht (Baugebührenverordnung – BauGebVO)

### Thüringen
Die Baulast ist in § 82 (Baulasten und Baulastenverzeichnis) der ThürBO geregelt.

## Beispiele für Baulasten
- Vereinigungsbaulast: Die Verpflichtung, zwei verschiedene Grundstücke baurechtlich als Einheit behandeln zu lassen, z. B. um auf diese Weise die Errichtung eines einheitlichen Gebäudes auf der gemeinsamen Fläche beider Grundstücke zu ermöglichen (z. B. Baden-Württemberg: § 4 Abs. 2 LBO; Hamburg: § 7 HBauO).
- Abstandflächenbaulast: Die Verpflichtung, bestimmte Flächen eines Grundstücks nicht mit abstandflächenrelevanten Gebäuden zu bebauen und nicht für eigene Abstandsflächen in Anspruch zu nehmen, um auf diese Weise den Nachweis der Abstandsflächen eines fremden Gebäudes zu ermöglichen (z. B. Baden-Württemberg: § 7 LBO; Hamburg: § 6 HBauO).
- Anbaubaulast: Es wird die Verpflichtung übernommen, im Falle einer Bebauung an das grenzständige Gebäude des Nachbargrundstückes anzubauen.
- Erschließungsbaulast: Die Verpflichtung, die Nutzung einer näher bezeichneten Fläche als Zugang, Zufahrt und/oder für die Durchführung von Leitungen zu dulden (z. B. Hamburg: § 4 HBauO). Diese Art von Baulasten werden jedoch meistens grundbuchrechtlich über Geh-, Fahr- und Leitungsrechte geregelt.
- Standsicherheits-Baulast: Sie hat den Zweck, die Nutzung von der Standsicherheit dienenden Gebäudeteilen, die auf mehreren Grundstücken errichtet wurden, zu sichern (z. B. Hamburg: § 15 HBauO).
- Bestimmte Rückbauverpflichtungen bei Nutzungsaufgabe im Außenbereich (§ 35 Abs. 5 BauGB) können als Baulast gesichert werden.
- Stellplatz-Baulast / Anbindungs-Baulast: Bei Wohngebäuden sind auf dem Grundstück Stellplätze herzustellen. Die Errichtung auf einem anderen Grundstück als dem Baugrundstück ist durch Baulast zu sichern (BauO NRW, § 51). Bei notwendigen Kinderspielflächen wird analog verfahren. Die Stellplatz-Baulast gibt dem Eigentümer des begünstigten Grundstücks nicht das Recht, die entsprechenden Stellplätze unentgeltlich zu nutzen. Die Nutzung der Stellplätze ist zusätzlich privatrechtlich zu vereinbaren.
- Kirchenbaulast: Die Kirchenbaulast ist die Verpflichtung einer natürlichen oder juristischen Person, Kirchengebäude zu errichten, zu erweitern, instand zu halten oder wiederherzustellen. Sie ist keine Baulast im baurechtlichen Sinne, sondern eine im Grundbuch eingetragene privatrechtliche Dienstbarkeit oder eine öffentlich-rechtliche Verpflichtung von Ländern oder Gebietskörperschaften.